# Hugh Latimer
Hugh Latimer (Thurcaston, (Leicester), kb. 1490 – 1555. október 16.) angol reformátor, protestáns mártír, akit máglyán égettek meg.

## Életpályája
VIII. Henrik angol királynak Aragóniai Katalinnal való vitájában tűnt fel először, amikor a  cambridge-i egyetem részéről kiküldött vizsgáló bizottság tagjaként a király mellett nyilatkozott. A király hálából udvari káplánjává, majd 1535-ben worcesteri püspökké tette. Amikor 1543-ban VIII. Henrik nőül vette utolsó hitvesét, a kétszeres özvegy, 32 esztendős és gyermektelen Parr Katalint, az új királyné, aki titokban a protestáns hit szabályait követte, egy igen merész és váratlan lépésként pont Hugh Latimert nevezte ki udvari lelkészévé.
Gardiner püspök, az elkötelezett katolikus egyházi ember, a leendő I. Mária angol királynő lelkes támogatója, kezdettől fogva azon volt, hogy akár hamis vádakkal is, de befeketítse Parr Katalint VIII. Henrik előtt.
Amikor Henrik uralkodásának vége felé a reakció pártja került uralomra, a betegsége miatt Londonba utazott Latimert elfogatták, és őt titkos törvényszék elé állítva, a Towerbe záratták. Amikor VI. Eduárd lépett Anglia trónjára, Latimer kiszabadult, de bár a parlament közbelépésére visszanyerte püspöki székét, nem foglalta azt el többé. Eduárd halálával a többi reformátorral együtt 1554-ben őt is újra börtönbe vetették, és a következő évben reformátor-társával, Nicholas Ridley-val együtt megégették.

## Művei
Egyházi beszédeit ismételten kiadták Londonban 1825-ben két, majd 1845-ben négy kötetben.